# 池谷三郎
池谷 三郎（、1923年〈大正12年〉8月19日 - 2002年〈平成14年〉10月19日）は、日本のアナウンサー、俳優。

## 略歴・人物
東京都中央区日本橋出身。慶應義塾大学卒業。
1951年10月、開局を控えたラジオ東京（KRT。後のTBS）にアナウンサー第1期生として入社。入社1年目に駅伝中継を担当。
『浪曲天狗道場』では1954年10月の第1回から司会を担当。ラジオ番組においてトップレベルの聴収率を上げる功績を残す。池谷も『浪曲天狗道場』を始めるまでは、浪曲のことは全く何も知らず、「広沢虎造の『次郎長伝』といっても、大政も知らなければ小政も知らなかった」という。
1966年1月、ラジオ局放送部兼テレビ編成局アナウンス部。1967年11月15日、アナウンサー研修室設置に伴い幹事へ就任。1970年1月、教育事業本部計画室。1971年5月、教育事業本部教育部兼管理部。1972年2月、東京学院へ出向。1974年4月、TBSに戻り、人事室開発センター。1975年9月、人事室。1977年7月、テレビ本部放送業務局。1977年8月、放送業務局視聴者センターにそれぞれ在籍、1978年8月、TBSを定年退職。その後は東京アナウンス学院の校長などを務める。
俳優としては、TBS在職中に『ゴジラ』（1954年）よりアナウンサー役として出演。以降、東宝特撮映画などにも出演し、特撮映画ファンの間からは「いつものアナウンサー」という通称で呼ばれていた。『ゴジラ』などの監督を務めた本多猪四郎は、池谷を起用した理由について、若手で顔と声が良かったためとしている。映画出演は、アナウンス業務の空き時間に合わせて参加していたという。
1991年、『ゴジラvsキングギドラ』公開直前に放送されたNHKの特番に堺左千夫、橘正晃とともに出演し、インタビューに答えていた。
2002年10月19日、間質性肺炎のため神奈川県鎌倉市の病院で死去。79歳没。

## 出演

### ラジオ
- 浪曲天狗道場（1954年、TBSラジオ）司会[12][10]
- 小唄コンクール（1955年、TBSラジオ）[10]
- 邦楽回り舞台（1956年、TBSラジオ）[12][10]
- 名流小唄集（1956年、TBSラジオ）[12][10]
- 歌謡ジョッキー（1958年、TBSラジオ）[10]

### テレビ
- サモンお笑いゲーム（1955年、TBSテレビ）[12][10]
- 浪曲天狗道場（1955年・1965年、TBSテレビ） - ラジオと同時放送。[10]
- クイズバラエティ、私は顔役（1956年、TBSテレビ）[10]
- 話題の目（1959年、TBSテレビ）[10]
- トリプルクイズ（1961年、TBSテレビ）[12][10]
- もめごとひきうけます（1962年、TBSテレビ）[10]
- お茶の間裁判（1962年、TBSテレビ）[10]
- 土曜ロータリー（1965年、TBSテレビ）総合司会[12][10][18]
- いま結ぶモスクワ＝東京（1967年4月20日、TBSテレビ）現地リポーター[10]

#### テレビドラマ
- ウルトラQ 第4話「マンモスフラワー」（1966年、TBSテレビ）ラジオアナウンサーの声 役[注釈 1]
- 泣いてたまるか第45回「先生。初恋の人に逢う」（1967年5月21日、TBSテレビ）
- ザ・サスペンス「黄色の誘惑 小さな万引きが事の始まり・もうあの男には逆らえない!!」（1983年6月18日、TBSテレビ）

### 映画
- 金色夜叉（1954年）ナレーション[4]
- ゴジラシリーズ
  - ゴジラ（1954年）GHKアナウンサー[14][5]（巡視船「しきね」） 役
  - モスラ対ゴジラ（1964年）アナウンサーの声[6]、名古屋地区緊急避難命令のアナウンス 役
  - 三大怪獣 地球最大の決戦（1964年）テレビアナウンサー[6][注釈 2]、ラジオのアナウンサー[注釈 2] 役
  - 怪獣大戦争（1965年）テレビアナウンサー 役[6]
  - 怪獣総進撃（1968年）福沢俊夫アナウンサー 役[6]
- 浪曲天狗道場（1955年）アナウンサー 役[19]
- 空の大怪獣 ラドン（1956年）アナウンサー 役[20][3][4][注釈 1]
- 地球防衛軍（1957年）テレビアナウンサー 役[6][注釈 2]
- 変身人間シリーズ
  - 美女と液体人間（1958年）アナウンサー 役
  - 電送人間（1960年）ラジオのアナウンサー 役[注釈 2]
  - マタンゴ（1963年）ラジオアナウンサー 役[6]
- 宇宙大戦争（1959年）テレビアナウンサー、アナウンサー吹替 役
- 月光仮面 怪獣コング（1959年）アナウンサー 役
- モスラ（1961年）ネルソンショー実況アナウンサー[14][4]、報道アナウンサー[注釈 2]、予告編ナレーション 役
- 世界大戦争（1961年）テレビアナウンサー 役[4]
- 妖星ゴラス（1962年）[6]南極推進力機関センター広報員 役
- 海底軍艦（1963年）ラジオアナウンサー[6]、ナレーション 役
- 宇宙大怪獣ドゴラ（1964年）ラジオアナウンサー 役[6]
- フランケンシュタイン対地底怪獣（1965年）テレビアナウンサー 役[6][注釈 2]
- フランケンシュタインの怪獣 サンダ対ガイラ（1966年）ラジオアナウンサー 役[6]
- 昭和元禄 TOKYO・196X年（1968年）テレビアナウンサー 役
- 空想天国（1968年）ラジオのアナウンサー 役[注釈 2]
- クレージーの大爆発（1969年）今福アナウンサー 役
- 奇々怪々 俺は誰だ?!（1969年）池谷アナウンサー 役